# Puy des Trois Cornes
Le puy des Trois Cornes, ou mont Bernage, est un sommet du Massif central situé dans l'Ouest du département de la Creuse, dans la commune de Saint-Vaury. Il est avec le Maupuy le principal relief des monts de Guéret, une chaîne de petites montagnes orientée sud-est/nord-ouest, constituant l'une des dernières ramifications granitiques de la Montagne limousine avant les plaines du Berry et du Poitou.

## Géographie
Le puy des Trois Cornes est constitué de trois petits sommets qui lui confèrent une silhouette caractéristique reconnaissable à des kilomètres à la ronde, ce qui lui a valu son nom. Ces sommets sont relativement alignés dans un axe sud-est/nord-ouest et culminent respectivement à 634, 623 et 626 mètres d'altitude. Ils sont couronnés de chaos granitiques comme on en trouve sur d'autres sommets de la région (Pierre Civières, Pierres Jaumâtres, Pierre aux Neuf Gradins).
Ligne d'interfluve entre les vallées de la Creuse et de la Gartempe, le puy des Trois Cornes domine tout l'Ouest creusois. Son relief est particulièrement marqué sur la face sud-sud-ouest (vallée de la Gartempe), passant de 600 mètres à 450 mètres à l'étang de la Valette qui se trouve au pied, soit des pentes de 20 à 25 %.

## Histoire
Le puy des Trois Cornes est d'autant plus célèbre dans la région qu'il est associé à la légende de saint Valéric, un saint limousin qui y aurait établi son ermitage au milieu du VIe siècle et dont le nom se retrouve aujourd'hui dans la commune de Saint-Vaury. La partie supérieure du puy des Trois Cornes est d'ailleurs surnommée « jardin de Saint-Valéric » tandis qu'une statue du saint est visible près d'un chemin sur la face nord. Elle fait l'objet d'un pèlerinage, chaque année au début du mois de juillet.
L'archéologie a par ailleurs mis en évidence au sommet les restes d'un habitat fortifié et les ruines d'un édifice cultuel gallo-romain (observations effectuées au début du XXe siècle et lors de fouilles menées entre 1980 et 1982).

## Activités
Sa dimension patrimoniale a valu au puy des Trois Cornes d'être classé site historique en 1943. Il s'agissait déjà d'une forêt publique, la forêt de Bernage, depuis un legs à la commune de Saint-Vaury effectué en 1924. Sa gestion est aujourd'hui confiée à l'Office national des forêts et s'articule avec le pays de Guéret pour les actions touristiques.
C'est dans ce cadre qu'une importante opération de mise en valeur a été menée au début des années 2010 afin d'ouvrir des chemins et des points de vue permettant la balade. Les travaux ont été effectués avec le concours de chevaux de trait, jugés plus adaptés au relief accidenté du site et à la préservation de son environnement.
Deux circuits de randonnée principaux font aujourd'hui le tour du puy des Trois Cornes : l'un de 10 kilomètres permet d'embrasser le massif dans son environnement bocager, en passant à ses pieds par les hameaux de Roche, la Valette et la Gasne. L'autre, de 4 kilomètres, se concentre sur le sommet dit « jardin de Saint-Valéric » et permet d'apprécier chaos granitiques et points de vue.